# Diplacodes luminans
Diplacodes luminans is een libellensoort uit de familie van de korenbouten (Libellulidae), onderorde echte libellen (Anisoptera).
De soort staat op de Rode Lijst van de IUCN als niet bedreigd, beoordelingsjaar 2009.
De wetenschappelijke naam Diplacodes luminans is voor het eerst geldig gepubliceerd in 1893 door Karsch.